# Троїцька церква (Іонинський монастир)
Троїцька церква — храм Свято-Троїцького Іонинського монастиря у Києві, побудований у 1871—1872 роках за проектом військового інженера І. Антонова.
Обширний двопрестольний цегляний храм спочатку мав хрестовокупольну форму з невеликою правою прибудовою. У 70-і роки XIX століття церква була розписана художниками Зайцевим, Григорієм Золотовим та іншими. У 1897 році храм був розширений (архітектор Володимир Ніколаєв). До хрестовокупольного об'єму храму були добудовані північно-східний кут правої прибудови і ліва прибудова в ім'я Всіх Святих. В результаті будівля набула прямокутної форми. На додаток до великого куполу храму було споруджено невеликий декоративний купол над центральним входом, а також були збудовані дві главки по кутах західного фасаду. Споруда витримана в характерному для XIX століття еклектичному стилі. Над центральною частиною поміщено восьмигранний барабан з барочним розділом. Перекриття балкові. У кутових приміщеннях західної частини церкви розташовані сходи.
У 1927 році монастир був закритий, а в 1934 році була закрита і Троїцька церква. Згодом створений тут Ботанічний Сад НАН України використовував храм під склад будматеріалів, лабораторію, планував переобладнати приміщення під панорамну експозицію. Настінні розписи церкви руйнувалися від механічних пошкоджень і погодних умов, оскільки приміщення не опалювалося, вікна були вибиті, крізь дірявий дах всередину потрапляли атмосферні опади.
У 1980-ті роки «Укрреставрація» проводила роботи з консервації настінних розписів, щоб запобігти їх подальшому руйнуванню.
У 1992 році храм був переданий православній громаді, і в ньому поновилися богослужіння.
Сьогодні Троїцька церква багато в чому відновлена, відреставрована більшість розписів, наново зроблений різьблений дубовий іконостас, прикрашений іконами псевдовізантійського письма.